# Ákos Császár
Ákos Császár (Budapest, Hungría; 26 de febrero de 1924-Ib., 14 de diciembre de 2017) fue un matemático, topólogo y profesor universitario húngaro, especializado en Topología general y Análisis real. Fue el descubridor del poliedro de Császár, un poliedro no convexo sin diagonales. Él introdujo la noción de los espacios sintopogénicos, una generalización de los espacios topológicos.
Entre 1952 y 1992, fue el director del departamento de análisis de la Universidad Eötvös Loránd de Budapest. Miembro por correspondencia (1970) y miembro (1979) de la Academia Húngara de Ciencias. Fue secretario general (1966-1980), presidente (1980-1990) y presidente honorario (desde 1990) de la Sociedad Matemática János Bolyai. Recibió el Premio Kossuth (1963) y la Medalla de Oro de la Academia Húngara de Ciencias (2009)

## Publicaciones selectas
- Un poliedro sin diagonales, Acta Sci. Math. Szeged, 13 1949, 140–142
- Bases de la topología general, Artículo de prensa The Macmillan Co. New York 1963 xix + 380 pp.
- Topología general, traducido del húngaro por Klára Császár. Adam Hilger Ltd., Bristol,  1978. 488 pp. ISBN 0-85274-275-4